# Gaspar Corte Real

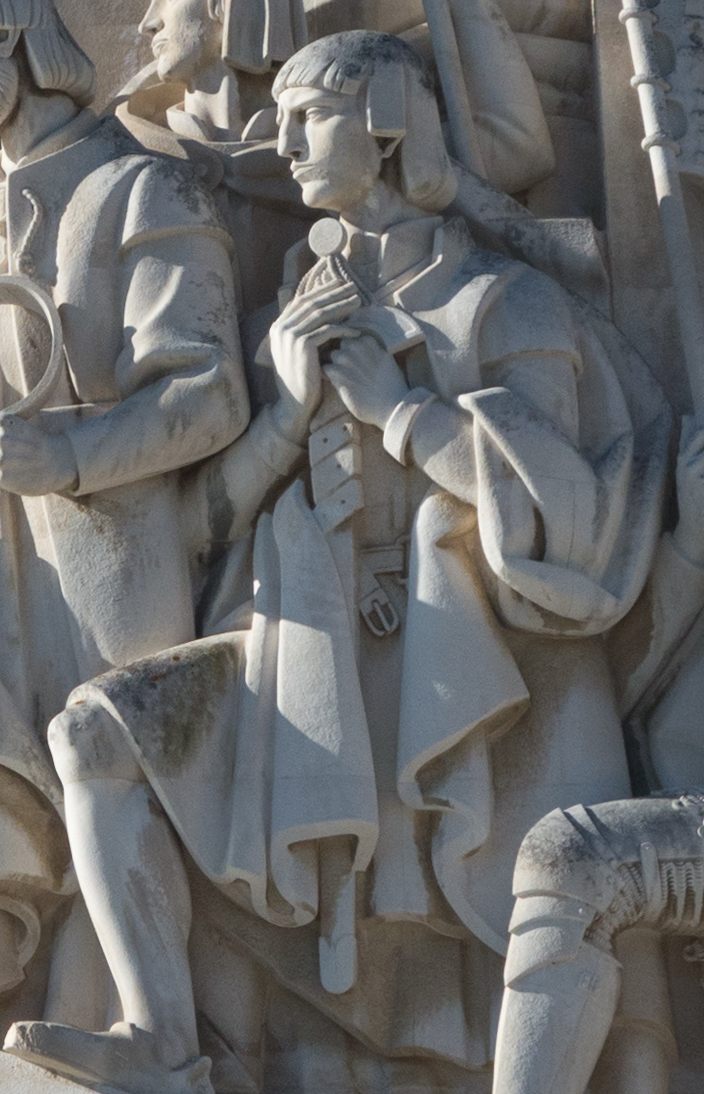
Efígie de Gaspar Corte-Real no Padrão dos Descobrimentos, em Lisboa, Portugal.

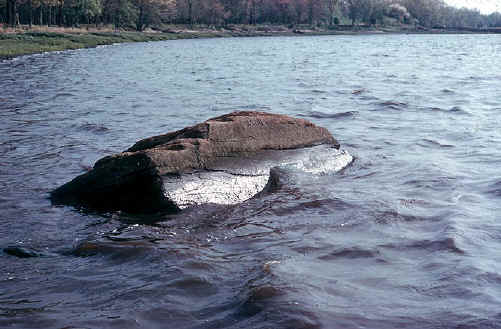
A pedra Dighton antes de ser removida para musealização

Gaspar Corte-Real (Tavira?, c. 1450 — no mar, 1501) foi um navegador que, como seu pai João Vaz Corte-Real (c. 1420–1496) e seu irmão Miguel, participou em várias viagens de exploração ao noroeste do Atlântico promovidas pela Coroa portuguesa. Essas viagens foram as primeiras modernas expedições europeias a alcançar a Terra Nova e possivelmente outras partes da costa leste do Canadá e da Nova Inglaterra.

## Biografia
O mais novo dos três filhos de João Vaz Corte Real, Gaspar Corte-Real nasceu possivelmente em Tavira, no Algarve, no seio da crescentemente influente família Corte-Real, embora alguns autores apontem como local de nascimento a ilha Terceira, hipótese que não tem acolhimento factual, pois o pai comprovadamente só se fixou na então vila de Angra após 1474, quando Gaspar já teria cerca de 24 anos de idade.
Em 1498, o Rei Manuel I de Portugal interessou-se pela exploração do oeste do Atlântico, provavelmente acreditando que as terras recentemente descobertas por John Cabot estavam sob o domínio português ao abrigo do Tratado de Tordesilhas. Em resultado desse interesse, organizaram-se várias viagens de exploração àquela região, tendo João Vaz Corte-Real, que já conheceria aqueles mares desde a viagem de Didrik Pining, participado em algumas expedições de exploração do norte e noroeste do Atlântico Norte, incluindo a costa leste da América do Norte, sendo provável que os filhos o tivessem algumas vezes acompanhado. Tem o seu nome ligado ao descobrimento da Terra Nova, cerca do ano de 1472, que para além dessa expedição terá organizado ainda outras viagens que o terão levado até à costa da América do Norte, explorando desde as margens do Rio Hudson e São Lourenço até à Península do Labrador. Os Corte-Real tornaram-se assim numa das mais distintas famílias de navegadores dos anos finais do século XV, recebendo honrosos empregos, entre os quais a alcaidaria-mor de Tavira e o ofício cortesão de porteiro-mor do rei. Quando  em 1474, em recompensa dos seus serviços, João Vaz Corte Real foi nomeado capitão-do-donatário de Angra, a família, ou pelo menos parte dela, fixou-se na então vila de Angra. A partir de 1483, recebeu também o cargo de capitão do donatário na ilha de São Jorge.
Os três filhos de João Vaz Corte-Real, foram todos navegadores audaciosos, pois, para além de Gaspar Corte-Real, os restantes dois irmãos, Miguel Corte Real e Vasco Anes Corte Real, também foram navegadores e exploradores, ambos envolvidos em viagens para os mares a noroeste dos Açores.
A carreira de Gaspar Corte-Real como explorador autónomo ganhou ímpeto quando a 12 de maio de 1500 o rei D. Manuel I de Portugal lhe doou a capitania, de juro e herdade, de todas as terras e ilhas que descobrisse nas costas do Atlântico Norte. Nesse mesmo ano de 1500 fez a sua primeira viagem à Gronelândia, que julgava serem as costas leste da Ásia, não tendo contudo conseguido desembarcar. Partiu em 1501 numa segunda expedição ao continente americano e nunca mais voltou.
Miguel Corte-Real e Vasco Anes Corte-Real, continuaram o espírito de aventura de seu pai tendo o primeiro também desaparecido, em 1502, ano em que partiu de Lisboa numa expedição de busca do seu irmão Gaspar, que havia desaparecido nas costas da América do Norte no ano anterior. Em 1503 Vasco Anes Corte Real quis ir em busca de seus irmãos, mas o rei D. Manuel não lhe concedeu autorização, tendo sucedido a seu pai como capitão- do donatário em Angra e na ilha de São Jorge.
A figura de Gaspar Corte Real como pioneiro do reconhecimento europeu da costa leste do Canadá foi fortemente promovida pela acção do diplomata e historiador Eduardo Brazão no período em que foi director do Secretariado Nacional de Informação, Cultura Popular e Turismo (o SNI).  Esses esforços levaram à oferta de uma estátua de Gaspar Corte-Real à Província de Terra Nova e Labrador. A estátua, da autoria do escultor Joaquim Martins Correia, foi oferecida por uma associação ligada à pesca do bacalhau e instalada no ano de 1965 na praça frente ao Confederation Building em Saint John's. A presença da estátua tem vindo a ser contestada por representar uma visão eurocêntrica e por alegadamente Corte-Real estar ligado ao esclavagismo, já que os navios da expedição anterior levaram para Lisboa pelo menos 57 pessoas das comunidades Inuit locais, que os contestatários da estátua alegam que terão sido vendidos como escravos.